# SPARC

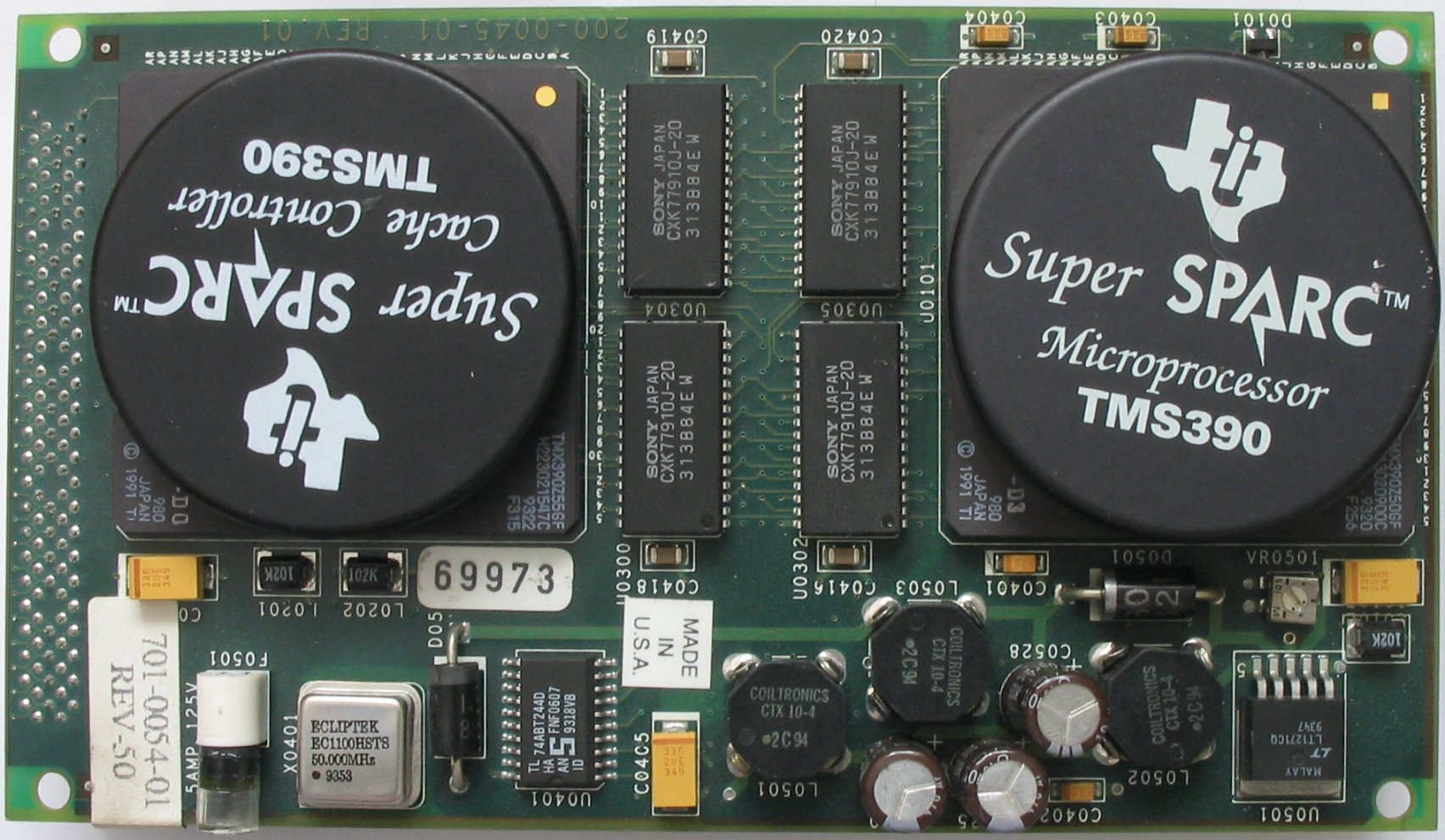
En Supersparc 1 processormodul

Scalable processor architecture (SPARC; svensk förkortning Sparc) är en processorarkitektur av RISC-typ som introducerades av Sun Microsystems 1987 för att ersätta de dåvarande Motorola 68000-baserade systemen. Arkitekturen baserades på forskning av David A. Patterson vid universitetet i Berkeley. År 1988 grundades industrikonsortiet Sparc International för de företag som var intresserade av arkitekturen, och organisationen fick året därpå överta ägarskapet för arkitekturen från Sun. Den senaste versionen av arkitekturen, Sparc v9, adresserar 64-bitar och implementeras i Ultrasparc-serien av mikroprocessorer.
Familjer av Sparc-processorer och deras modeller:
- Microsparc – Microsparc-I, Microsparc-II
- Supersparc – ...
- Hypersparc – ...
- Turbosparc – ...
- Ultrasparc – Ultrasparc-I, Ultrasparc-II, Ultrasparc-IIi, Ultrasparc-IIe, Ultrasparc-III, Ultrasparc-IIIcu, Ultrasparc-IIIi, Ultrasparc-IV, Ultrasparc-IV+, Ultrasparc-T1